# Henning Jensen Nyhuus
 Der er flere personer med dette navn, se Henning Jensen.
Henning Jensen Nyhuus (født 19. februar 1950 i Veggerslev ved Grenaa) er formand for Landsforeningen Hjælp Voldsofre. Nyhuus var i perioden 1. januar 2007-31. december 2013 borgmester i Randers Kommune, valgt for Socialdemokraterne.
Han blev uddannet kontorassistent i 1970, hvorefter han kom i militæret. Efter at have været omkring militærpolitiet og været chef for militærpolitiet på Vestre Landsdelskommando i Århus, kom han i 1973 ind på Politiskolen. Efter endt politiuddannelse gjorde han tjeneste i København, men vendte i 1980 hjem til Jylland, hvor han blev kriminalassistent ved Randers Politi. I 1995 mistede han 2/3 af sin erhvervsevne ved et fald fra 1. sal, og han blev i 2001 tilkendt førtidspension.
Nyhuus var første gang medlem af Randers Byråd i slutningen af 1990'erne. Han var ikke involveret i den såkaldte fyringssag, hvor en række medarbejdere i kommunens administration var blevet fyret uretmæssigt. Men da der blev stillet et mistillidsvotum til den daværende borgmester, partifælllen Keld Hüttel, var Nyhuus med til at afvise det. 